# Cladomyza cuneata
Cladomyza cuneata är en tvåhjärtbladig växtart som beskrevs av Danser. Cladomyza cuneata ingår i släktet Cladomyza och familjen Amphorogynaceae. Inga underarter finns listade i Catalogue of Life.